# Christian Søren Marcus Olrik

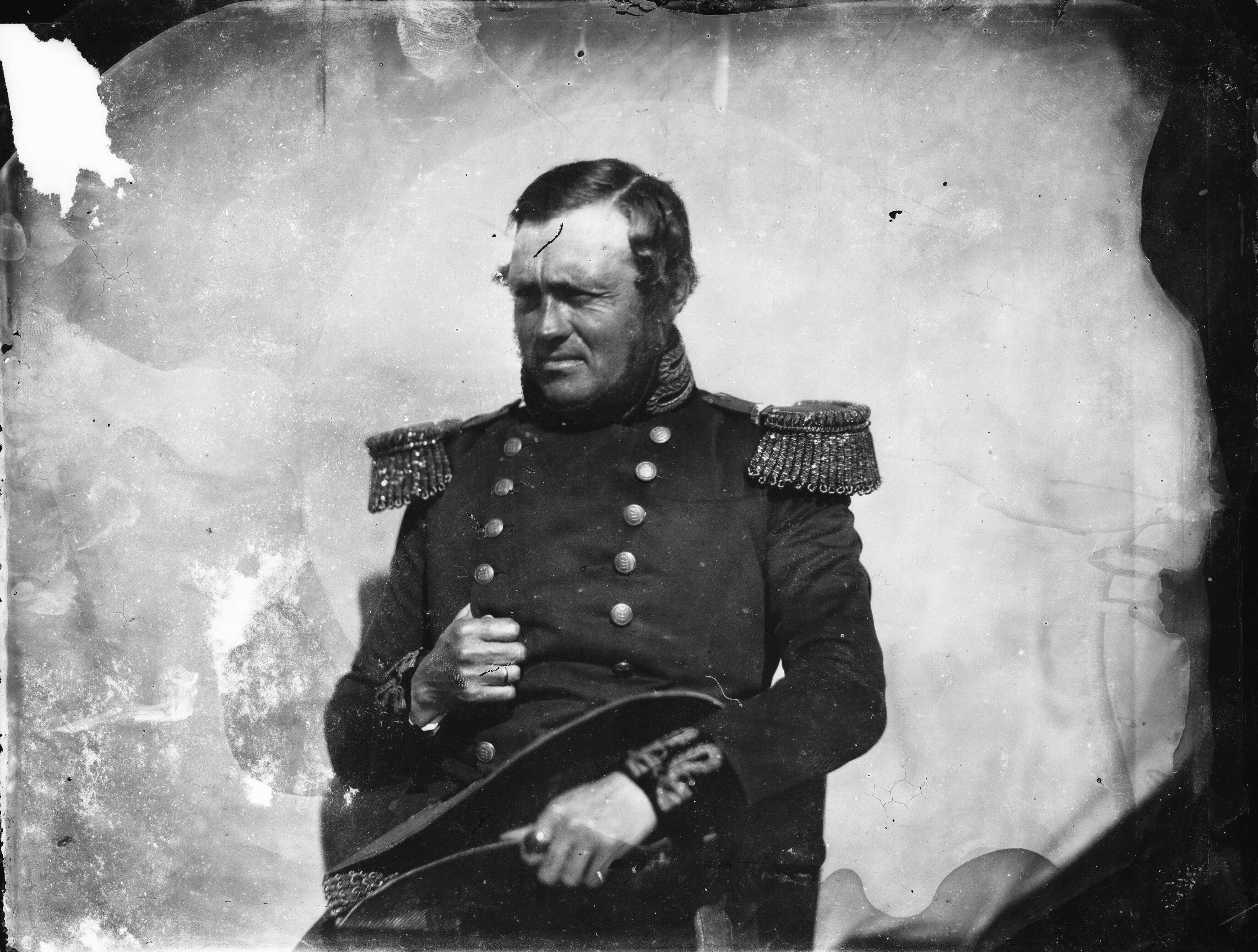
Christian Søren Marcus Olrik (1854)

Christian Søren Marcus Olrik (* 13. Oktober 1815 in Qaqortoq; † 14. Dezember 1870 in Frederiksberg) war ein dänisch-grönländischer Lehrer, Zoologe und Inspektor in Grönland.

## Leben

### Frühes Leben
Christian Søren Marcus Olrik war der Sohn des Kolonialverwalters Vilhelm Mathias Olrik (1780–1833) und seiner grönländischen Frau Lea Kirstine Geraae (1794–1828). Sein Vater stammte aus der Familie Olrik, die ursprünglich aus Danzig, später aus Bremen stammte und sich im 17. Jahrhundert in Bergen niederließ. Christian Søren Marcus Olriks Vater wurde in Dänemark geboren und war seit 1802 in Diensten von Den Kongelige Grønlandske Handel (KGH) in Grönland tätig, wo dessen Cousins, die Brüder Bendt Olrik (1749–1793) als erster Inspektor Südgrönlands und Ole Tønder Olrik (1756–1799) als Walfängerassistent, in den 1780er Jahren ebenfalls tätig waren, sowie dessen Bruder Michael Olrik (1772–1815) seit 1796 diente. Christian Søren Marcus Olriks Mutter war die Tochter des Böttchers Søren Jensen Geraae und seiner Frau Oqalina Margrethe Andersdatter. Der Vater war der Sohn des Oberassistenten Jens Andersen Geraae (1715–1782) und seiner grönländischen Frau Tupera (um 1730–1770), die Mutter war eine Tochter von Kaufmann Anders Olsen (um 1718–1786) und seiner grönländischen Frau Tuperna (um 1726–1789). Christian Søren Marcus Olrik hatte somit zwei grönländische Urgroßmütter und war somit zu einem Viertel Inuk.
Sein Vater kehrte 1820 nach Dänemark zurück und ließ sich als Destillateur in Kopenhagen nieder, wo Christian Søren Marcus Olrik ab seinem fünften Lebensjahr aufwuchs. Er besuchte eine Schule in Kopenhagen, die er 1833 abschloss. Danach besuchte er die Universität, wo er das Examen philosophicum ablegte. Anschließend war er selbst mindestens neun Jahre lang als Lehrer tätig.

### Zeit als Inspektor
Er fühlte sich seinem Geburtsland sehr verbunden, und obwohl er weder kaufmännische noch juristische Erfahrungen hatte, begab er sich ebenfalls in die Dienste des KGH und wurde am 31. Januar 1846 mit dem Amt des Inspektors von Nordgrönland betraut. 1843 war der letzte feste Inspektor Ludvig Fasting zurückgetreten, woraufhin Hans Peter Christian Møller das Amt kommissarisch übernommen hatte, aber dieser musste aus gesundheitlichen Gründen 1844 heimreisen und starb ein Jahr später. In dieser Zeit vertrat ihn zuerst Hans Mossin Fleischer, dann Nicolai Zimmer, von dem Olrik das Amt nun übernehmen sollte.
Am 11. Mai 1846 heiratete er in Helsingør Sophie Agnes Møller (1820–1862), die Schwester von Hans Peter Christian Møller, und reiste anschließend nach Grönland. Aus seiner ersten Ehe hatte Christian Søren Marcus Olrik sechs Kinder:
- Anna Marie Elisabeth Olrik (1847–?), unverheiratet
- Christine Sofie Magdalene Olrik (1848–?), unverheiratet
- Carl Otto Joachim Olrik (1851–1892), Architekt, verheiratet mit Anna Augusta Macquire (1861–?), kinderlos
- Christian Vilhelm Magnus Olrik (1852–?), Arzt, verheiratet mit Christiane Johanne Borries (1859–?), drei Kinder, darunter Harald Olrik (1883–?), der als letzter der Familie in Grönland tätig war
- Didrik Vilhelm Mathias Olrik (1855–1889), Apotheker, unverheiratet
- Emma Sofie Elisabeth Olrik (1861–?), Masseuse, unverheiratet

1848 wurde er fest angestellt als Inspektor. Er galt als energisch und fähig und wurde geachtet und geschätzt. 1850 erhielt er Urlaub und reiste nach Dänemark, während Nicolai Zimmer ihn als Inspektor vertrat. Im Frühjahr 1851 wurde er vom Innenministerium in eine Grönlandkommission berufen, sodass er erst 1852 nach Grönland zurückkehren konnte. Ab 1858/59 hielt er sich jeden zweiten Winter erneut in Dänemark auf, wobei er wieder von Zimmer vertreten wurde.
Seine Frau starb am 8. Januar 1862 in Kopenhagen an Brustkrebs sowie den Folgen der Geburt der jüngsten Tochter, während ihr Mann sich in Grönland aufhielt. Am 12. Februar 1863 heiratete er ihre ältere Schwester Margrethe Elisabeth Møller (1812–1902). 1863 war er erneut Kommissionsmitglied und sprach sich hier für eine teilweise Aufhebung des Handelsmonopols aus, was aber erst knapp 90 Jahre später geschehen sollte.

### Spätes Leben und Ehrungen
1866 verließ Olrik das Inspektorenamt nach 20 Jahren und kehrte nach Dänemark zurück, wo er am 22. Dezember 1866 kommissarisch das Direktorenamt des KGH erhielt. 1867 führte er die grönländischen Sparkassen ein. Am 11. Mai 1869 erhielt er die Stelle fest, verstarb aber bereits im Folgejahr im Alter von 55 Jahren. Christian Søren Marcus Olrik war der erste grönländische Inspektor, der in Grönland geboren wurde, sowie neben seinem kommissarischen Nachfolger Carl August Ferdinand Bolbroe der einzige, der grönländischer Abstammung war.
Er wurde am 12. Februar 1860 zum Wirklichen Justizrat ernannt und erhielt am 28. Mai 1861 das Ritterkreuz des Dannebrogordens. Zudem war er ab dem 21. April 1862 Ritter des Wasaordens. Er war wissenschaftlich interessiert und diente zahlreichen Grönlandexpeditionen als Helfer und Berater. Daneben unternahm er auch selbst zoologische Forschung und schuf eine Pflanzensammlung auf der Diskoinsel. 1856 wurde er Mitglied der American Philosophical Society und der American Geographical Society sowie 1869 der Edinburgh Geological Society. 1859 benannte der Polarforscher Francis Leopold McClintock eine Insel im kanadischen Peel Sound ihm zu Ehren Olrik Island, wobei sich der Name im Laufe der Zeit vermutlich durch einen Übertragungsfehler zu Otrick Island änderte. Für seine zoologischen Verdienste wurden folgende Tierarten nach ihm benannt:
- Platybdella olriki Malm, 1863, Fischegel
- Diplocotyle olriki Krabbe, 1874, Bandwürmer
- Ulcina olriki Lütken, 1876, Panzergroppen